# 迪奧多·羅賽克
迪奧多·羅賽克(Theodore Roethke，IPA: ['ɹ ɛt.ki]; RET-key，1908年5月25日—1963年8月1日) 美國詩人，他發表過數卷具有節奏感和自然景象的詩集。1954年，以詩集《甦醒》(The Waking)獲得普利茲詩歌獎。